# Parafia św. Stanisława Biskupa w Nozdrzcu

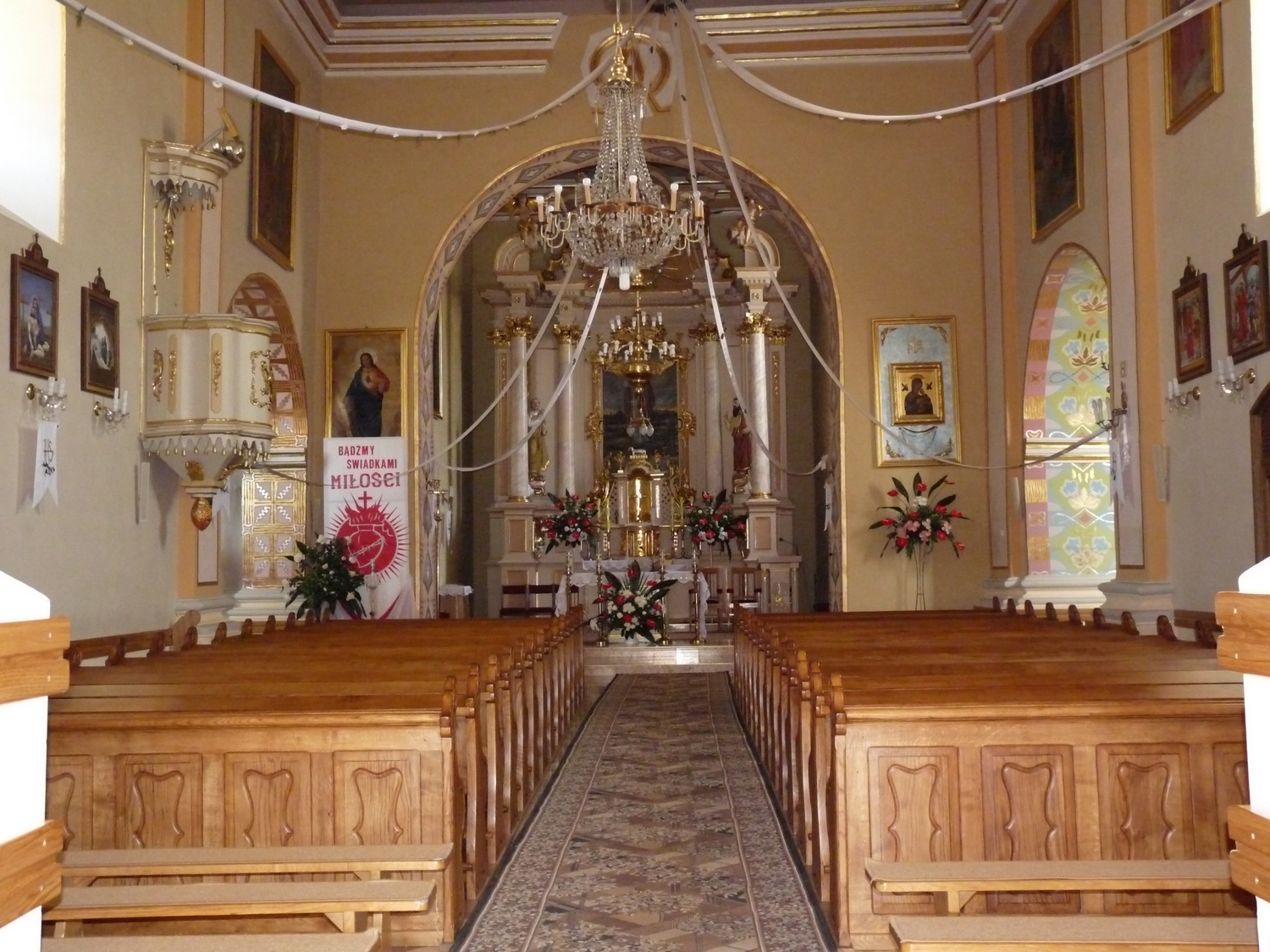
Wnętrze kościoła

Parafia św. Stanisława Biskupa w Nozdrzcu – parafia rzymskokatolicka należąca do dekanatu Dynów w archidiecezji przemyskiej.

## Historia
Wieś była wzmiankowana już w 1436 roku, i początkowo była zwana Nieczujów. W 1461 roku wzmiankowany był komendarz kościoła ks. Paweł. Ok. 1480 roku zbudowano drewniany kościół, który konsekrował bp Maciej Pstrokoński pw. św. Stanisława Biskupa. W 1593 roku bp Wawrzyniec Goślicki przyłączył do parafii kościół w Warze. W połowie XVI wieku Stanisław Stadnicki przekształcił kościół w zbór protestancki.
W 1746 roku zbudowano obecny murowany kościół w stylu renesansowo-barokowym, staraniem ks. Jana Banieckiego. W 1806 roku bp Antoni Gołaszewski konsekrował kościół. 
Ołtarz wykonany w stylu renesansowym pochodzi z XIX wieku. Na uwagę zasługują figury apostołów Piotra i Pawła oraz obraz św. Stanisława Biskupa. W prawej kaplicy znajduje się figura Matki Bożej Niepokalanej oraz chrzcielnica z XVIII wieku (przeniesiona z poprzedniego kościoła). W latach 1996–2005 wnętrze kościoła zostało odrestaurowane. Odnowiono także zewnętrzną elewację oraz otoczenie świątyni.
Na terenie parafii jest 1250 wiernych.
Proboszczowie parafii:
1640–1651. ks. Mateusz Szepecki.
1651–1656. ks. Stanisław Truszkiewicz.
1657–1661. ks. Stanisław Bambrowicz.
1661–1672. ks. Sebastian Siekanowicz.
1672–1673. ks. Jan Więczkowski.
1673–1675. ks. Jan Zedzianowski.
1675–1701. ks. Walenty Lurynowicz.
1702–1730. ks. Tomasz Kwolek.
1730–1759. ks. Jan Baniecki.
1759–1767. ks. Józef Kochański.
1767–1772. ks. Antoni Fijalewski.
1772–1786. ks. Stanisław Chmielewski.
1786–1811. ks. Jan Trojnarski.
1812–1827. ks. Tomasz Turkowski.
1827. ks. Jan Pawlikowski.
1827–1828. ks. Szymon Serafin.
1828–1829. ks. Józef Wolański.
1829–1830. ks. Józef Antoniewicz.
1830–1856. ks. Józef Szymczakiewicz.
1856. ks. Edmund Palch.
1856–1864. ks. Władysław Dimmel.
1864–1877. ks. Walenty Ryznerski.
1877–1888. ks. Bolesław Wodyński.
1888. ks. Władysław Kwieciński.
1888–1918. ks. Stanisław Schenker.
1918–1922. ks. Szymon Korpak.
1922–1951. ks. Stanisław Kielar.
1952–1957. ks. Jan Kosior (administrator).
1957–1958. ks. Zygmunt Dziedziak.
1958–1967. ks. Józef Czyż (administrator).
1967–1995. ks. Józef Pruchnicki.
1995. ks. Franciszek Surowiec.
1996–2010. ks. Jan Balicki.
2010–2015. ks. kan. Jan Turczyn.
2015–obecnie. ks. Janusz Marszałek.